# Historia tradicional
La historia tradicional o historia sobre las tradiciones difiere tanto de las historias de ficción como de no ficción en la importancia de transmitir la visión del mundo, entendida como la necesidad de trascender inmediata, de establecer su categorización como imaginario o hecho. En los círculos académicos de la literatura, la religión, la historia,y la antropología, las categorías de historia tradicional son importantes las terminologías para identificar e interpretar las historias con mayor precisión.

## Anécdota
Una anécdota es una historia corta y divertida o interesante acerca de un incidente biográfico. Puede ser tan breve como una pequeña escenografía y provocado por una ocurrencia. Una anécdota siempre se presenta como un suceso basado en un incidente real en el que participan personas reales, ya sean famosos o no, por lo general en un lugar identificable, ya sea auténtico o no, que tienen verosimilitud o veracidad. Con el tiempo, la modificación en la reutilización puede convertir una anécdota en particular en una pieza de ficción, que se vuelve a contar, pero es «demasiado bueno para ser verdad». A veces las anécdotas humorísticas, no son bromas, debido a que su principal propósito no es simplemente evocar la risa, sino para revelar una verdad más general que el relato breve en sí, o para definir una institución o un rasgo de carácter de tal lucidez que incide sobre ella en un instante de visión de su misma esencia. Novalis describió: «Una anécdota es un elemento histórico, una molécula histórica o epigrama».
Un monólogo breve que comienza «El hombre aparece en un bar...» será una broma. En cambio un monólogo breve que comienza: «Una vez entró J. Edgar Hoover en un bar...» será una anécdota. Una anécdota está más cerca de la tradición de la parábola que de la fábula inventada, evidentemente con sus personajes animales y figuras humanas genéricas, pero es distinta de la parábola en la especificidad histórica que reclama.
Las anécdotas son a menudo de carácter satírico. Bajo el régimen totalitario de la Unión Soviética numerosas anécdotas políticas circularon en la sociedad y eran la única manera de revelar y denunciar los vicios del sistema político y sus líderes. Se burlaban de personalidades como Lenin, Jrushchov, Brézhnev,y otros líderes soviéticos. En la Rusia contemporánea hay muchas anécdotas acerca de Vladímir Putin.
La palabra «anécdota» (en griego: ‘inédito’, literalmente ‘no entregado’) viene de Procopio de Cesarea, el biógrafo de Justiniano I, que produjo una obra titulada Anékdota, diversamente traducido como ‘memorias inéditas’ o ‘historia secreta’), que es principalmente una colección de incidentes breves de la vida privada de la corte bizantina. Poco a poco, la anécdota término llegó a aplicarse para cualquier cuento corto utilizadas para enfatizar o ilustrar cualquier momento, el autor quiso hacer.y traka de mujers 

## Apólogo
Un apólogo ―del griego ἀπόλογος (apólogos), ‘declaración’ o ‘cuenta’― es una fábula o un cuento breve alegórico con detalles puntiagudos o exagerados, con la intención de servir como un vehículo agradable para una doctrina moral o para transmitir una lección útil sin decirlo explícitamente. Es como una parábola, excepto que contiene elementos sobrenaturales como una fábula, a menudo la personificación de animales o plantas. A diferencia de una fábula, la moral es más importante que los detalles narrativos. Como en la parábola, el apólogo es una herramienta de argumentación retórica para convencer o persuadir.
Entre los mejores ejemplos conocidos antiguos y clásicos son:
- los de Yotám en el Libro de los Jueces (9:7-15).
- El vientre y sus miembros», del patricio Agripa Menenio Lanato en el segundo libro de Tito Livio;
- los apólogos de Esopo, quizás los más famosos de todos.

Ejemplos modernos bien conocidos de esta forma literaria incluyen Rebelión en la granja de George Orwell, y las historias del Compadre Conejo derivadas del África y las culturas cheroqui, grabados y sintetizados por Joel Chandler Harris. El término se aplica más particularmente a una historia en la que los actores o los oradores son varias clases de animales o son objetos inanimados. Un apólogo se distingue de una fábula en que siempre hay algún sentido moral presente en el primero, el cual no necesita estar en la última. Un apólogo es generalmente dramático, y se ha definido como «una sátira en la acción».
Un apólogo se diferencia de una parábola en varios aspectos. Una parábola es una historia igualmente ingeniosa destinada a los buenos modales, pero puede ser cierto en el sentido de que «cuando este tipo de acontecimiento real que sucede entre los hombres, esto es lo que significa, y así es como debemos pensar en ello», mientras que un apólogo, con la introducción de los animales y las plantas, a los que se les presta ideas, el lenguaje y las emociones, contiene sólo la verdad metafórica: «Cuando este tipo de situación se da en cualquier lugar del mundo, aquí es una verdad interesante al respecto».
La parábola alcanza alturas a las que el apólogo no puede aspirar, para los puntos en que los animales y las analogías naturales presentes en el hombre son principalmente los de su naturaleza inferior (el hambre, el deseo, el dolor, el miedo, etc), y las lecciones enseñadas por el apólogo por lo tanto rara vez van más allá de la moralidad prudencial (mantenerse a salvo, encontrar la facilidad donde usted pueda, planear para el futuro, no se porten mal o usted finalmente va a ser capturado y castigado), mientras que la parábola tiene por objeto que representa las relaciones entre el hombre y la existencia o poderes superiores (saber su papel en el universo, portarse bien para todo lo que encuentra, la amabilidad y el respeto son de mayor valor que la crueldad y la calumnia). Encuentra su marco en el mundo de la naturaleza como lo que realmente es, y no en cualquier parodia de ella, y presenta analogías reales y no fantásticas. El apólogo se apodera de lo que los seres humanos tienen en común con las otras criaturas, y la parábola lo que tenemos en común con una existencia superior. Sin embargo, a pesar de la diferencia de nivel moral, Martin Lutero pensaba tan bien de apólogos como consejeros de la virtud que ha editado y revisado Esopo y escribió un prefacio característico al volumen. La parábola es siempre contundente y carente de sutileza, y no requiere interpretación; el apólogo, por naturaleza, requiere al menos algún grado de reflexión y pensamiento para lograr el entendimiento, y en este sentido se exige más de la escucha que de lo que la parábola hace.